# هولاند سميث
هولاند سميث (بالإنجليزية: Holland Smith)‏ هو ضابط أمريكي، ولد في 20 أبريل 1882 في ألاباما في الولايات المتحدة، وتوفي في 12 يناير 1967 في سان دييغو في الولايات المتحدة.